# Nora Schimming-Chase
Nora Schimming–Chase (ur. 1 grudnia 1940 w Windhuku, zm. 13 marca 2018) – namibijska nauczycielka, dyplomatka i polityk, ambasador Namibii w Niemczech (1992–1996), od 2000 deputowana do Zgromadzenia Narodowego. 

## Życiorys
W 1961 ukończyła studia na uniwersytecie w Kapsztadzie, później studiowała m.in. w USA (Columbia University, 1962–1967) oraz RFN (Freie Universität Berlin, 1969). W 1962 objęła funkcję sekretarza SWANU ds. oświaty. Pracowała jako dziennikarka telewizyjna w Internationaler Frühschoppen (1968–1974). W latach 1974–1978 reprezentowała SWANU w Dar es Salaam, była również nauczycielką w międzynarodowej szkole w stolicy Tanzanii. W 1982 objęła funkcję wiceprzewodniczącej SWANU. Była zaangażowana w działalność w Radzie Kościołów Namibii (Council of Churches in Namibia, CCN), reprezentowała swój kraj w Światowej Radzie Kościołów w Genewie. 
Po uzyskaniu przez Namibię niepodległości w marcu 1990 zaangażowała się w pracę w dyplomacji: była wiceministrem spraw zagranicznych (1990), organizowała placówkę dyplomatyczną młodego państwa w Paryżu (1991), później objęła urząd ambasadora w RFN (1992–1996) i Austrii (1994–1996). Po powrocie do kraju koordynowała prace nad prezentacją Namibii na Expo 1998 w Lizbonie. W marcu 1999 przystąpiła do Kongresu Demokratów. W tym samym roku pełniła obowiązki wiceministra spraw zagranicznych. W 2000 zasiadła po raz pierwszy w parlamencie z ramienia Kongresu Demokratów. Swój mandat odnowiła w 2004. Jest postrzegana jako jedna z aktywniejszych parlamentarzystek oraz dobra mówczyni. W 2007 próbowała swych sił w wyborach na przewodniczącą Kongresu, jednak odpadła już w pierwszej turze. W łonie partii należy do krytyków przewodniczącego Bena Ulengi.
W 2000 i 2002 znalazła się wśród obserwatorów wyborów w Zimbabwe.

## Odznaczenia
- 1997 - Wielki Krzyż Orderu Zasługi Republiki Federalnej Niemiec